# Eligius Tambornino
Eligius Tambornino est un fondeur et biathlète suisse, né le 25 octobre 1986 à Coire. Il est spécialiste du sprint en ski de fond.

## Biographie
Tambornino entame sa carrière internationale en 2002, puis découvre la Coupe du monde de ski de fond en février 2006. Il marque ses premiers points lors de la saison 2007-2008, où il obtient son premier top 10 en terminant dixième du sprint libre de Davos. Il remporte aussi son seul titre de champion de Suisse cette année sur le sprint.
Aux Championnats du monde 2009, il est 21e du sprint libre.
Aux Jeux olympiques d'hiver de 2010, il échoue en qualification du sprint avec le 49e temps et finit 11e du sprint par équipes. En décembre 2011, il atteint son meilleur classement dans un sprint en Coupe du monde, puisqu'il termine huitième à Düsseldorf.
En décembre 2013, il est douzième du sprint de Lenzerheide, sa dernière demi-finale en sprint. En 2014, Eligius Tambornino fait ses débuts dans son nouveau sport, le biathlon prenant part à l'IBU Cup. En janvier 2017, il court sa première épreuve dans la Coupe du monde à Ruhpolding. Il participe en parallèle à des courses longue distance de ski de fond.

## Palmarès en ski de fond

### Jeux olympiques
| Épreuve / Édition              | Sprint classique | Sprint par équipes |
| Jeux olympiques 2010 Vancouver | 49e              | 11e                |

### Championnats du monde
| Épreuve / Édition           | Sprint                           | Sprint                           | 15 km                            | 15 km                            | Poursuite 2 × 15 km | 50 km | Relais | Relais    |
| Épreuve / Édition           | libre                            | classique                        | libre                            | classique                        | Poursuite 2 × 15 km | 50 km | Sprint | 4 × 10 km |
| Mondiaux 2009 Liberec       | 21e                              | Épreuve inexistante à cette date | Épreuve inexistante à cette date | —                                | —                   | —     | —      | —         |
| Mondiaux 2013 Val di Fiemme | Épreuve inexistante à cette date | —                                | —                                | Épreuve inexistante à cette date | —                   | —     | 15e    | —         |

### Coupe du monde
- Meilleur classement général : 68e en 2012.
- Meilleur résultat individuel : 8e.

| Année     | Classement général final | Classement sprint |
| 2007-2008 | 105e                     | 69e               |
| 2008-2009 | 80e                      | 40e               |
| 2009-2010 | 88e                      | 42e               |
| 2010-2011 | 163e                     | 102e              |
| 2011-2012 | 68e                      | 28e               |
| 2012-2013 | 123e                     | 71e               |
| 2013-2014 | 90e                      | 42e               |